# スチュペフリップ
スチュペフリップ（Stupeflip）は、2000年にフランスで結成されたバンド。
メンバーは、ジュリアン・バルテレミ、ステファン・ベランジェ、ジャン＝ポール・ミシェルの3人。
バンドの音楽スタイルは、ヒップホップ、パンク、エレクトロニック音楽、ポップなどのジャンルを融合させたもので、独自の音楽的表現を探求している。

## 結成と活動
Stupeflipは、2003年にデビューアルバム『Stupeflip』をリリースし、その後、2005年に『Stup Religion』を発表。これらのアルバムは、Bertelsmann Music Group（BMG）からリリースされたが、2010年にバンドは独立し、音楽活動を続けた。2011年には、アルバム『The Hypnoflip Invasion』をリリース。その後、2016年にはクラウドファンディングを活用し、4枚目のアルバム『Stup Virus』の制作資金を集めた。目標額は40,000ユーロであったが、最終的に428,000ユーロが集まり、ヨーロッパで最も成功した音楽グループのクラウドファンディングとなった。

## ディスコグラフィー
- Stupeflip（2003年）
- Stup Religion（2005年）
- The Hypnoflip Invasion（2011年）
- Stup Virus（2017年）
- Stup Forever （2022年）